# Liste des lieux les plus pollués
Une liste des lieux les plus pollués est difficile d'établir avec précision tant les critères sont nombreux. Certains médias et ONG publient périodiquement une liste de villes ou de sites en détaillant la nature et la gravité des pollutions, mais si certains lieux apparaissent systématiquement, certains autres cas n'y figurent pas toujours. Les lieux les plus pollués au monde peuvent être localisés à un site, mais aussi s'étendre parfois sur une région entière.

## Répartition géographique
La répartition spatiale des sites pollués peut s'expliquer par le niveau de développement des pays, généralement peu regardants sur la protection de l'environnement. Inversement, dans les pays occidentaux, les normes environnementales et les chantiers de dépollution permettent à minima de ne pas apparaître dans les classements internationaux.
Le cas de la Russie est lié à la période soviétique qui a investi énormément dans les industries lourdes et dans le domaine du nucléaire civil et à usages militaires, sans jamais se soucier de la gestion des déchets ou de la reconversion des sites. Les difficultés financières dues à l'effondrement de l'URSS n'ont pas permis de financer prioritairement le traitement de ces problématiques.

## Pollution chimique
- Russie, Norilsk, ville minière et métallurgique médiatisée à de multiples reprises pour être une des villes les plus polluées du monde, notamment en ce qui concerne le  dioxyde de soufre.
- Russie, Dzerjinsk, une ville ayant été le siège de l'industrie chimique soviétique entre les années 1930 et l'effondrement de l'URSS. Les sols sont pollués en surface mais aussi en profondeur sur plusieurs mètres, en raison de l'enfouissement de déchets chimiques. L'impact sur le réseau hydrographique est majeur et se répercute sur l'écosystème et la population. Des chiens errants ont ainsi été observés avec un pelage bleu vif[1].
- Inde, Vapi, concentrant des décharges, voit ses nappes phréatiques contaminées au mercure dont les taux sont 97 fois supérieurs aux normes de l'OMS[2].
- Mer du Nord, mer Baltique : trois milliards de tonnes de munitions immergées reposent au fond de ces mers[3].
- Ghana, Agbogbloshie, décharge internationale, notamment en ce qui concerne les déchets d'équipements électriques et électroniques.
- Bangladesh, Hazaribagh Thana (en), 270 tanneries déversent sans aucun contrôle leurs déchets dans les cours d'eau.
- Zambie, Kabwe, ex-ville minière connaissant toujours une sévère pollution au plomb.
- Nigeria, de très nombreuses fuites de pétrole imprègnent les sols.
- France, la vallée de l'Orbiel, marquée par un siècle de pollution par l'arsenic rejeté par l'ancienne mine d'or de Salsigne[4].
- France, zone rouge : 120 000 hectares de champ de bataille où, à cause de dégâts physiques majeurs sur le milieu pendant la Première Guerre mondiale et en raison de la présence de milliers de cadavres et de millions de munitions non explosées, certaines activités ont été provisoirement ou définitivement interdites par la loi.
- Allemagne, Heilbronn et Heringen (Werra) (voir Environnement en Allemagne : Gestion des déchets)

## Pollution nucléaire
- Ukraine, Centrale nucléaire de Tchernobyl, Prypiat : zone contaminée et jugée inhabitable à cause de la catastrophe nucléaire de Tchernobyl, accident nucléaire de niveau 7.
- Japon, Fukushima : zone contaminée et jugée inhabitable à cause de la catastrophe nucléaire de Fukushima, accident nucléaire de niveau 7.
- Russie, Kychtym-Maïak : zone contaminée et jugée inhabitable à cause de la catastrophe de Kychtym, accident nucléaire de niveau 6. Le Lac Karatchaï, où furent rejetés sauvagement des déchets nucléaires, serait l'endroit le plus radioactif du monde.
- Kazakhstan, Polygone nucléaire de Semipalatinsk, zone où furent testés de multiples armes nucléaires soviétiques.
- États-Unis, Complexe nucléaire de Hanford, site de production de plutonium destiné au développement de l’arsenal nucléaire américain. Le site d’Hanford a également été le siège d’expérimentations dans le cadre du développement du nucléaire civil.

## Pollution de l'air
- Chine, Linfen, pollution liée à l'industrie du charbon qui baigne la ville d'un brouillard permanent[5].
- Pérou, La Oroya, industrie minière et métallurgique[6].

## Autres
- Ouzbékistan, Kantoubek était un centre de développement d'armes bactériologiques du temps de l'URSS, mais qui fut finalement assaini par une expédition américano-ouzbèque en 2003.
- Vortex de déchets du Pacifique nord